# مل رودریگز
مل رودریگز (به انگلیسی: Mel Rodriguez) (زاده ۱۲ ژوئن ۱۹۷۳) بازیگر آمریکایی است.

## فیلم‌شناسی
| سال  | عنوان                               | نقش          | یادداشت |
| ---- | ----------------------------------- | ------------ | ------- |
| ۲۰۰۲ | اتاق پناهگاه                        | افسر مورالس  |         |
| ۲۰۰۲ | وقت نمایش                           | راننده ماشین |         |
| ۲۰۰۴ | ترمینال                             | مرد بازیگر   |         |
| ۲۰۰۴ | گارفیلد                             | افسر امنیتی  |         |
| ۲۰۰۵ | سه خاک‌سپاری ملکیادس استرادا         | کاپیتان گومز |         |
| ۲۰۰۶ | میس سان‌شاین کوچولو                  | افسر مارتینز |         |
| ۲۰۰۸ | لیک‌ویو تراس                         | جولیو        |         |
| ۲۰۱۲ | دیده‌بان                             | چونچو        |         |
| ۲۰۱۷ | کاپیتان زیرشلواری: اولین فیلم حماسی | مورتی        | صداپیشه |
| ۲۰۱۸ | بر فراز دریا                        | بابی         |         |
| ۲۰۲۰ | آخرین چیزی که او می‌خواست            | بری          |         |
| ۲۰۲۰ | به پیش                              | کولت برانکو  | صداپیشه |

### تلویزیون
| سال        | عنوان                         | نقش          | یادداشت |
| ---------- | ----------------------------- | ------------ | ------- |
| ۱۹۹۹       | نظم و قانون                   | بیل کرافورد  |         |
| ۱۹۹۹       | دیدبان سوم                    | مرد تی‌شرت‌پوش |         |
| ۲۰۰۲       | دنیای مالکوم                  | نیل          |         |
| ۲۰۰۲       | دختران گیلمور                 | رائول        |         |
| ۲۰۰۴       | سی‌اس‌آی: نیویورک               | ال مک‌گرث     |         |
| ۲۰۰۹       | فلش فوروارد                   | اسکار        |         |
| ۲۰۰۹       | متوسط                         | پرز          |         |
| ۲۰۱۰       | عشق‌ بزرگ                      | دان          |         |
| ۲۰۱۱       | اجتماع                        | نونیز        |         |
| ۲۰۱۲       | جذابان کلیولند                | هکتور        |         |
| ۲۰۱۵، ۲۰۱۷ | بهتره با ساول تماس بگیری      | مارکو        |         |
| ۲۰۱۸–۲۰۱۵  | آخرین مرد روی زمین            | تاد رودریگز  | ۴۳ قسمت |
| ۲۰۱۸–۲۰۱۶  | سه خرس ساده‌لوح                | دارل         | صداپیشه |
| ۲۰۱۸       | گریس و فرانکی                 | افسر تری     |         |
| ۲۰۱۹       | درباره خداشدن در مرکز فلوریدا | ارنی         | ۱۰ قسمت |